# 354P/LINEAR
354P/LINEAR — це малий астероїд головного поясу, який зазнав зіткнення з іншим астероїдом. Він був відкритий Лабораторією пошуку навколоземних астероїдів імені Лінкольна (LINEAR) у Сокорро, Нью-Мексико, 6 січня 2010 року. Астероїд має пилову, X-подібну хмару уламків, яка залишалася майже незмінною протягом майже десятиліття після зіткнення. Це стало першим зафіксованим спостереженням зіткнення малих тіл у космосі. Відтоді наприкінці 2010 року було помічено, що астероїд 596 Шейла також зазнав зіткнення, яке відбулося в кінці 2010 року. Хвіст астероїда утворюється з міліметрових частинок, які відштовхуються від нього під впливом сонячного випромінювання, створюючи ефект, схожий на хвіст комети.

## Відкриття
Астероїд 354P/LINEAR відкрили 6 січня 2010 року за допомогою телескопа з 1-метровим дзеркалом (це приблизно 36 дюймів) та CCD-камери в рамках проєкту Lincoln Near-Earth Asteroid Research (LINEAR). Це вже було 193-є відкриття комети, зроблене цією командою. 354P/LINEAR спостерігали протягом 112 днів, що включає період його руху на орбіті, яке триває майже 3,5 роки. З'ясувалося, що астероїд пройшов найменшу відстань до Сонця (перигелій), ще в грудні 2009 року — майже за місяць до того, як астероїд вперше виявили. 

## Орбіта

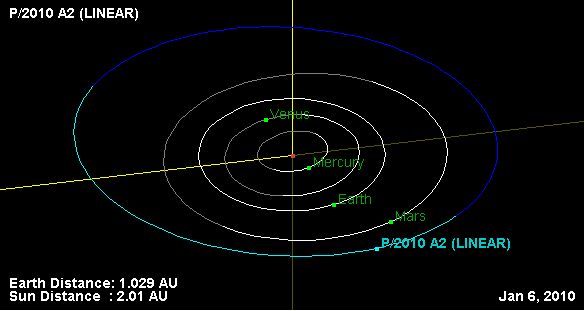
Орбіта 354P/LINEAR на момент відкриття

354P/LINEAR має афелій (найвіддаленішу точку від Сонця) на відстані лише 2,6 астрономічних одиниць (а.о.), що означає, що він завжди знаходиться всередині так званої «снігової лінії», яка проходить на відстані 2,7 а.о. від Сонця. За цією лінією леткі льоди, як правило, зустрічаються значно частіше. На ранніх етапах спостережень не було виявлено водяної пари чи інших газів, що свідчить про відсутність активного виділення речовин з її поверхні. Менш ніж через місяць після відкриття 354P/LINEAR стало зрозуміло, що його хвіст не утворився через активне випаровування льоду, прихованого під поверхнею. Ранні моделі показали, що астероїд став активним наприкінці березня 2009 року, досягнувши максимуму активності на початку червня 2009 року, і поступово знижував активність до початку грудня 2009 року.
Орбіта 354P/LINEAR відповідає характеристикам астероїдів з родини Флори, яка утворилася внаслідок катастрофічного зіткнення більше 100 мільйонів років тому. Родина астероїдів Флори може бути джерелом об’єкта, який вдарився об Землю в межах Чиксулуба ставши причиною вимирання динозаврів. Один з астероїдів цієї родини, 2010 AA15, спочатку підозрювали, що він зіткнувся з 354P/LINEAR через схожість їх орбіт, але згодом це було визнано випадковістю.

## Причина активності

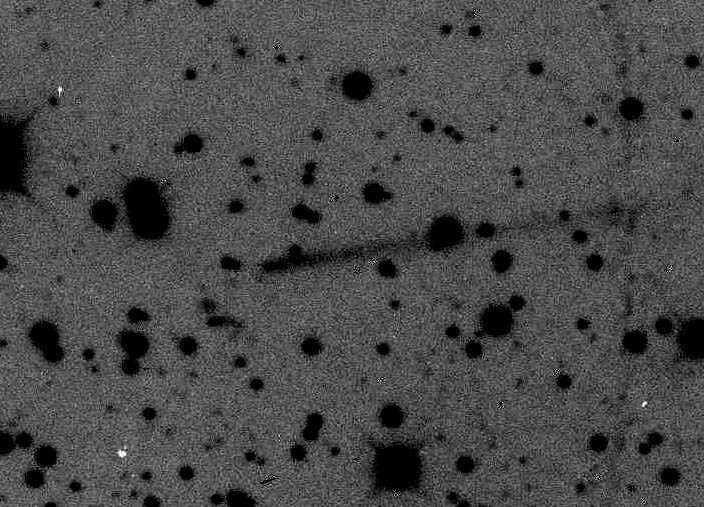
Зображення 354P/LINEAR з 24-дюймового телескопа.

Спостереження, проведені за допомогою телескопа «Габбл» та камери на космічному апараті «Розетта», показали, що пилова смуга, яку можна було побачити навколо 354P/LINEAR утворилася через зіткнення малого об'єкта (розміром із метр) з більшим астероїдом у лютому або березні 2009 року. Однак є й інше можливе пояснення: активність 354P/LINEAR могла бути викликана його обертанням. Під впливом сонячного випромінювання обертання астероїда могло прискоритися, що призвело до втрати маси та утворення хвоста, подібного до того, що утворюється у комет. 
Вважається, що діаметр 354P/LINEAR складає близько 150 метрів (460 футів). Хоча навіть на момент його відкриття припускали, що його розмір не перевищує 500 метрів, це все ж значний розмір для небесного тіла, яке проходить поблизу Землі.
| Хвіст уламків 354P/LINEAR - уламки, що залишилися після зіткнення двох дуже малих астероїдів. | Збережений фрагмент Один із фрагментів астероїда, який залишився після зіткнення, можна побачити в нижній лівій частині поля уламків. |